# Atlantoxerus
Atlantoxerus és un gènere d'esciúrids que actualment només té un representant viu, l'esquirol terrestre de Barbaria (A. getulus), però té un ric registre fòssil que es remunta al Miocè inferior del Marroc. Entre altres llocs, se n'han trobat fòssils al jaciment paleontològic dels Casots (Alt Penedès). L'espècie actual viu al nord-oest d'Àfrica i ha sigut introduïda a les Illes Canàries, mentre que les espècies extintes s'estenien des d'Espanya a l'oest fins a la Xina a l'est.